# Jan Rzymianin (biskup kruszwicki)
Jan Rzymianin (zm. 1081) – biskup kruszwicki. Kronika Jana Długosza wskazuje, że był biskupem kruszwickim w latach 1056–1081. Został pochowany w Dźwierzchnie.